# شونبورگ (زاال)
شونبورگ (به آلمانی: Schönburg) یک شهر در آلمان است که در کرتسشاو واقع شده‌است. شونبورگ ۱٬۱۲۳ نفر جمعیت دارد.